# Bandamyzomela
Bandamyzomela (Myzomela boiei) är en fågel i familjen honungsfåglar inom ordningen tättingar.

## Utseende och läte
Bandamyzomelan är en liten honungsfågel med nedåtböjd näbb. Hanen är lysande röd på huvud, rygg och övergump, kontrasterande mot svart på vingar, stjärt och i ett bröstband, samt vit buk. Honan är enfärgat gråbrun utom en diagnotisk röd anstrykning på ansikte och strupe. I sitt utbredningsområde är arten omisskännlig. Sången består av ett antal inledningstoner följt av en snabb ramsa: "chi-chi-churrrrrrr".

## Utbredning och systematik
Bandamyzomela förekommer i östra Små Sundaöarna och delas in i två underarter:
- Myzomela boiei boiei – förekommer på Banda
- Myzomela boiei annabellae – förekommer på Babar, Yamdena och Selaru

## Levnadssätt
Bandamyzomelan hittas i låglänta skogar, skogsbryn, mangroveträsk och öppna beskogade områden. Den ses enstaka eller i par, ibland som en del av kringvandrande artblandade flockar.

## Status
Arten har ett stort utbredningsområde och beståndet anses vara stabilt. Internationella naturvårdsunionen IUCN listar den därför som livskraftig (LC).